# بلوريبوس
بلوريبوس (بالإنجليزية: Pluribus) هو مسلسل درامي خيالي علمي مرتقب من إنتاج أبل تي في +، من ابتكار فينس غيليغان. تقوم ببطولة المسلسل الممثلة ريا سيهورن، التي سبق أن تعاونت مع غيليغان في مسلسل من الأفضل الاتصال بسول الذي عرض على قناة إيه إم سي. وقد طلبت "آبل" إنتاج موسمين من هذا العمل، على أن يُعرض أول موسمه في سبع من نوفمبر عام ألفين وخمسة وعشرين، حيث ستُعرض أول حلقتين في يوم العرض، ضمن موسم أول يتكوّن من تسع حلقات.

## نبذة
تدور أحداث المسلسل في مدينة ألبوكيركي، حيث تنقلب مجريات الحياة فجأة وتتبدل بشكل جذري عن العالم كما نعرفه.

## طاقم التمثيل

### الرئيسي
- ريا سيهورن في دور كارول
- كارولينا ويدرا في دور زوشا
- كارلوس مانويل فيسغا في دور مانوسوس

### ضيوف
- ميريام شور
- سامبا شوت

## الحلقات
| ر. الإجمالي | العنوان | المخرج       | الكاتب                     | تاريخ العرض الأصلي |
| ----------- | ------- | ------------ | -------------------------- | ------------------ |
| 1           | TBA     | فينس غيليغان | فينس غيليغان               | 7 نوفمبر 2025      |
| 2           | TBA     | فينس غيليغان | فينس غيليغان               | 7 نوفمبر 2025      |
| 3           | TBA     | TBA          | جوردون سميث                | 14 نوفمبر 2025     |
| 4           | TBA     | TBA          | أليسون تاتلوك              | 21 نوفمبر 2025     |
| 5           | TBA     | TBA          | أرييل ليفين                | 28 نوفمبر 2025     |
| 6           | TBA     | TBA          | فيرا بلاسي                 | 5 ديسمبر 2025      |
| 7           | TBA     | TBA          | جين كارول                  | 12 ديسمبر 2025     |
| 8           | TBA     | TBA          | جوني جوميز                 | 19 ديسمبر 2025     |
| 9           | TBA     | TBA          | أليسون تاتلوك وجوردون سميث | 26 ديسمبر 2025     |

## الانتاج
عد انتهاء مسلسل من الأفضل الاتصال بسول، بدأ فينس غيليغان في أغسطس عام 2022 بعرض فكرة مسلسله الجديد لتطويره بالتعاون مع شركة تلفزيون سوني بيكتشورز. وفي الشهر التالي، حصلت منصة أبل تي في + على حقوق العرض، وطلبت إنتاج موسمين كاملين من العمل. يشغل غيليغان منصب المنتج التنفيذي والمشرف العام على المسلسل، كما تم اختيار ريا سيهورن لتؤدي الدور الرئيسي.
توقفت عملية كتابة الموسم الأول بسبب إضراب نقابة كتّاب أمريكا عام ألفين وثلاثة وعشرين، لكن غيليغان وفريقه من الكتّاب عادوا إلى العمل في أكتوبر من نفس العام لإنهاء الحلقتين الأخيرتين. وقد أدى الإضراب أيضًا إلى تأجيل بدء التصوير، الذي كان من المتوقع أن يبدأ شتاءً في مدينة ألبوكيركي بولاية نيومكسيكو.
في مارس عام 2024، انضمت الممثلة كارولينا ويدرا إلى طاقم العمل.
وفي النهاية، انطلق تصوير المسلسل في فبراير 2024، واستمر على مدى سبعة أشهر في مدينة ألبوكيركي، وكان يجري العمل عليه آنذاك تحت عنوان مؤقت هو وايكارو ٣٣٩. وفي يوليو عام 2025، تم الكشف رسميًا عن عنوان المسلسل بلوريبوس بالتزامن مع الإعلان عن موعد عرضه.

## الإصدار
سيعرض مسلسل بلوريبوس لأول مرة في السابع من نوفمبر عام 2025 على منصة أبل تي في +، حيث تُطرح أول حلقتين في يوم العرض، ثم تُعرض حلقة جديدة كل يوم جمعة حتى تاريخ 26 من ديسمبر.

## روابط خارجية
- الموقع الرسمي
- بلوريبوس  على قاعدة بيانات الأفلام على الإنترنت (بالإنجليزية).